# Hessenpark
 (octobre 2023).
La mise en forme du texte ne suit pas les recommandations de Wikipédia : il faut le « wikifier ».
Les points d'amélioration suivants sont les cas les plus fréquents. Le détail des points à revoir est peut-être précisé sur la page de discussion.
- Les titres sont pré-formatés par le logiciel. Ils ne sont ni en capitales, ni en gras.
- Le texte ne doit pas être écrit en capitales (les noms de famille non plus), ni en gras, ni en italique, ni en « petit »…
- Le gras n'est utilisé que pour surligner le titre de l'article dans l'introduction, une seule fois.
- L'italique est rarement utilisé : mots en langue étrangère, titres d'œuvres, noms de bateaux, etc.
- Les citations ne sont pas en italique mais en corps de texte normal. Elles sont entourées par des guillemets français : « et ».
- Les listes à puces sont à éviter, des paragraphes rédigés étant largement préférés. Les tableaux sont à réserver à la présentation de données structurées (résultats, etc.).
- Les appels de note de bas de page (petits chiffres en exposant, introduits par l'outil «  Source ») sont à placer entre la fin de phrase et le point final[comme ça].
- Les liens internes (vers d'autres articles de Wikipédia) sont à choisir avec parcimonie. Créez des liens vers des articles approfondissant le sujet. Les termes génériques sans rapport avec le sujet sont à éviter, ainsi que les répétitions de liens vers un même terme.
- Les liens externes sont à placer uniquement dans une section « Liens externes », à la fin de l'article. Ces liens sont à choisir avec parcimonie suivant les règles définies. Si un lien sert de source à l'article, son insertion dans le texte est à faire par les notes de bas de page.
- La présentation des références doit suivre les conventions bibliographiques. Il est recommandé d'utiliser les modèles {{Ouvrage}}, {{Chapitre}}, {{Article}}, {{Lien web}} et/ou {{Bibliographie}}. Le mode d'édition visuel peut mettre en forme automatiquement les références.
- Insérer une infobox (cadre d'informations à droite) n'est pas obligatoire pour parachever la mise en page.

Pour une aide détaillée, merci de consulter Aide:Wikification.
Si vous pensez que ces points ont été résolus, vous pouvez retirer ce bandeau et améliorer la mise en forme d'un autre article.

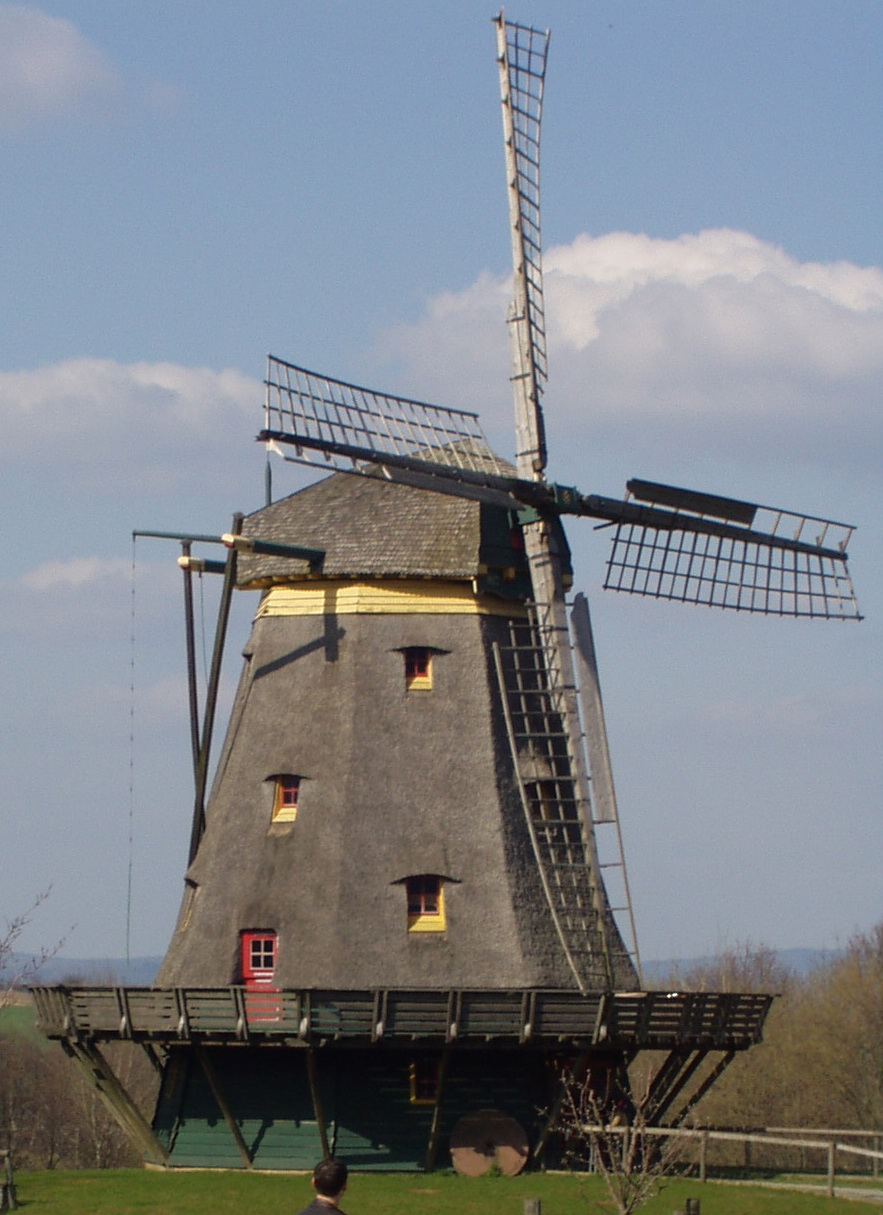
Le moulin à vent, une des attractions du Hessenpark

Le Hessenpark est un musée de plein air situé à Neu-Anspach (près de Wehrheim -Obernhain), en Hesse, Allemagne. Il a été fondé en 1974 par le gouvernement du Land de Hesse dirigé par Albert Osswald ( SPD ) pour reconstituer des maisons anciennes.
Le musée présente des bâtiments à colombages du pays de Hesse. En 2006, il y avait à peu près 100 maisons exposées et reconstituées.
Le Hessenpark est une destination appréciée des familles.

## Concept
L'un des principaux objectifs du musée Hessenpark est de préserver et d'exposer des bâtiments traditionnels de diverses régions du Land de Hesse. Les expositions sont regroupées en « Baugruppen » (ensembles de bâtiments) qui représentent la façon dont ces bâtiments ont pu être trouvés dans leurs emplacements d'origine, tels que des villages, des fermes ou des ateliers, comprenant souvent des meubles, des outils et des machines historiques. Il fallait reconstituer au mieux le passé tout en rendant le lieu attrayant.
À cause des lois allemandes sur la gestion du patrimoine culturel, les bâtiments traditionnels ne peuvent être déplacés ou démolis que dans des circonstances exceptionnelles. Le Hessenpark représente l'un des moyens par lesquels un tel bâtiment peut éviter la démolition. Dans ce cas, le bâtiment est soigneusement déconstruit, déplacé vers l’enceinte du musée et reconstruit. De cette manière, le musée est en mesure de proposer régulièrement à ses visiteurs de nouvelles expositions qui proviennent d'un autre endroit de la Hesse.
Parmi les autres objectifs du Hessenpark figurent :
- donner une impression de la vie typique des villages de Hesse au cours des derniers siècles ;
- préserver les connaissances sur les techniques et les matériaux de construction traditionnels ;
- préserver et exposer l'artisanat et les métiers typiques de la région, tels que la vannerie, la fabrication du pain, l'apiculture, le travail des métaux, la combustion du charbon de bois et autres[2].

Outre les aspects pédagogiques, le Hessenpark est souvent utilisé pour des événements tels que des mariages. Il propose également un marché de Noël annuel. L'ensemble immobilier de la Marktplatz abrite plusieurs restaurants, magasins et un orfèvre.
Outre la centaine de maisons, Hessenpark comporte :
- l'église du village
- la Synagogue
- l'école du village
- la poste
- la place du marché
- la boulangerie
- les moulins à vent
- le Moulin à Eau
- la boutique du forgeron
- la typographie

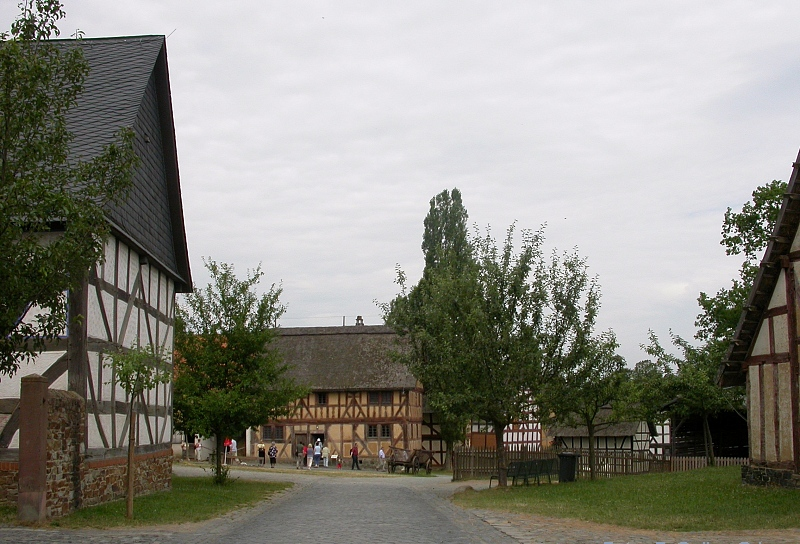
Hessenpark
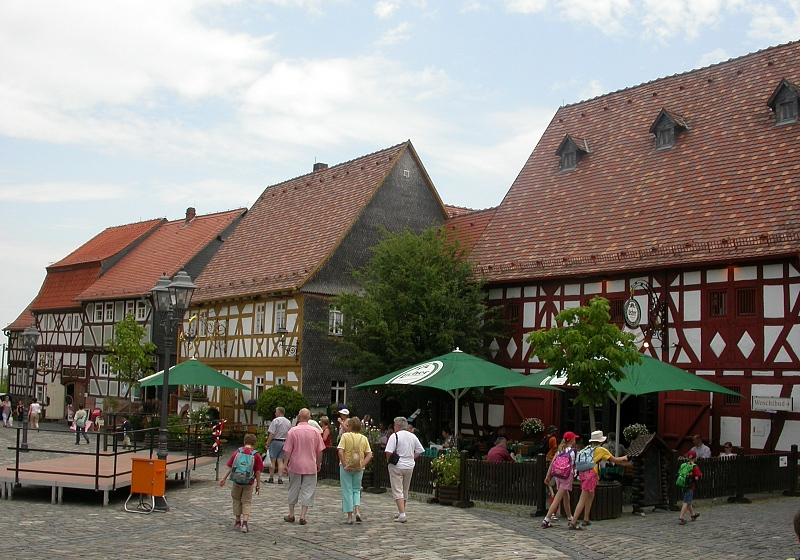
Marketplace
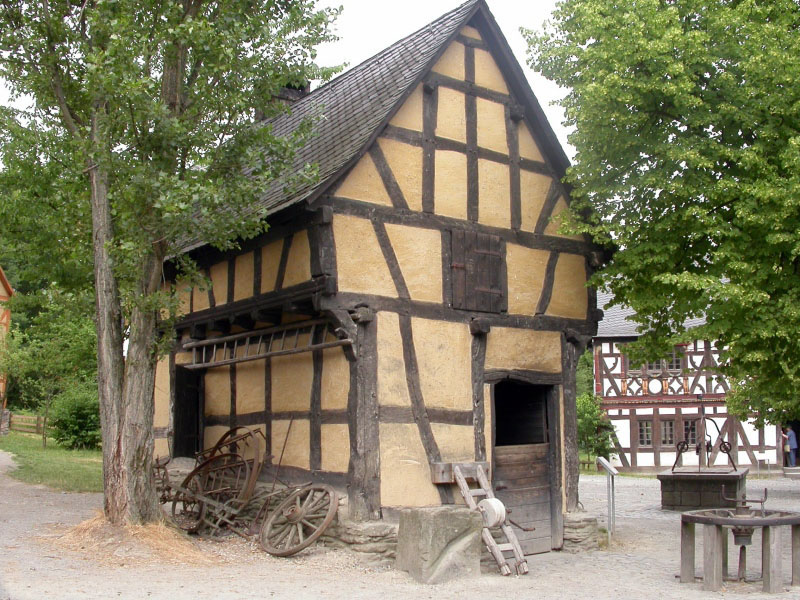
The Old Blacksmith's Shop
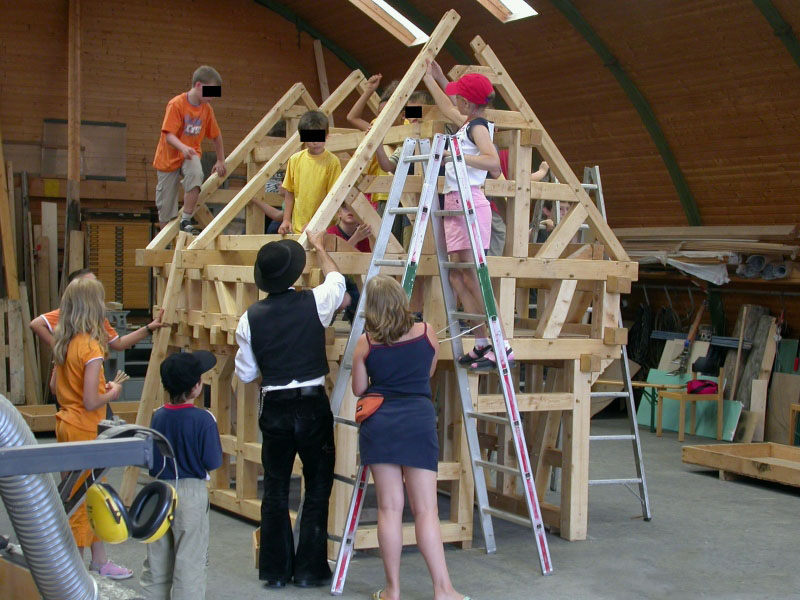
Children building a replica
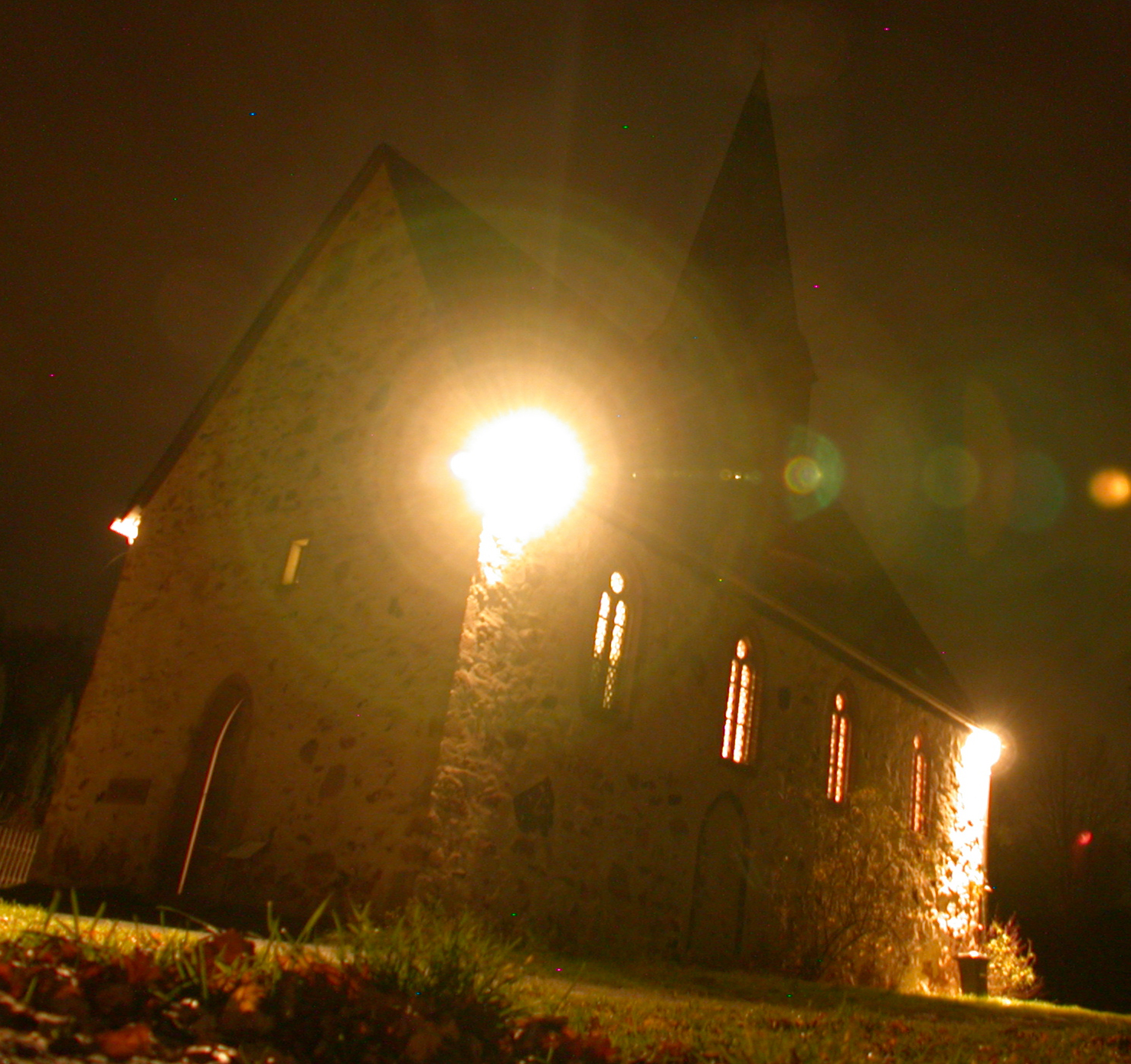
The Lollar Chapel at night

1. ↑  « Hessenpark website, section on historic buildings »
2. ↑  « Hessenpark website, section on crafts and trades »